# Aritranis chinensis
Aritranis chinensis är en stekelart som först beskrevs av Tohru Uchida 1952.  Aritranis chinensis ingår i släktet Aritranis och familjen brokparasitsteklar. Inga underarter finns listade.